# Plectrohyla quecchi
Plectrohyla quecchi és una espècie de granota endèmica de Guatemala.
Està amenaçada d'extinció per la pèrdua del seu hàbitat natural.